# Drepanulatrix verdiaria
Drepanulatrix verdiaria är en fjärilsart som beskrevs av Grossbeck 1912. Drepanulatrix verdiaria ingår i släktet Drepanulatrix och familjen mätare. Inga underarter finns listade i Catalogue of Life.